# Capasone
Il capasone, detto anche zirre, è un recipiente di creta, simile ad una grande giara di colore giallo o giallo/bruno.
Il termine deriva dall'aggettivo dialettale capase (capace) e indica il più capace, il più ampio di tutti i recipienti. Le sue dimensioni variano da 25 a 150 cm di altezza, in rari casi fino a 200 cm, con un diametro massimo, nel punto di più ampia larghezza, di circa 80 centimetri, con una capienza di c.a. 250 litri. In passato era usato, soprattutto in Puglia – dove il termine non è altro che l'accrescitivo del termine  capèsë, capasa, recipiente dalle dimensioni più modeste e di forma cilindrica – per conservare vino e, più raramente, olio. Oggi lo si trova spesso come decorazione da giardino.
Prima che entrassero in funzione le cantine sociali, il capasone era utilizzato al posto delle botti.
I proprietari dei vigneti, all'epoca della vendemmia, solevano acquistarne alcune decine di esemplari di capacità sino a 200 litri per conservarvi il vino che si riusciva a produrre durante l'anno.
Molto spesso il capasone era chiuso da un coperchio costituito da un piatto fissato con un impasto di calce mista a cenere per garantire una chiusura ermetica. Nella sua parte inferiore, a una ventina di centimetri dal fondo, veniva posizionata una bocchetta di scarico che il vasaio solitamente lasciava chiusa e che veniva aperta al momento dell'uso, ponendovi un rubinetto di legno chiamato cannedda, oppure un turacciolo detto pipulu.
Dopo l'uso, prima di essere riutilizzato per la nuova vendemmia, il capasone veniva sottoposto a lavaggi con acqua  e potassa, oppure acqua e tufo macinato, e l'interno veniva strofinato con spazzoloni alla cui cima erano legati ciuffi di mirto, timo o altre essenze profumate.
Questi antichi recipienti venivano considerati particolarmente importanti nell'antica economia agraria, tanto che esisteva una vera e propria figura professionale specializzata di vasaio che si occupava della loro riparazione presso il domicilio del proprietario. Se ne conserva un famoso esempio letterario nella novella La giara di Pirandello.